# 3456 Etiennemarey
3456 Etiennemarey је астероид главног астероидног појаса чија средња удаљеност од Сунца износи 2,164 астрономских јединица (АЈ).
Апсолутна магнитуда астероида је 13,7.